# Levada das 25 Fontes
A Levada das 25 Fontes, também conhecida como Levada Nova do Rabaçal ou PR6, é um percurso pedestre de pequena rota, localizado na Ilha da Madeira. O trilho inicia-se na Estrada Regional 110, descendo até ao Rabaçal, e daqui em diante seguindo a levada até chegar à cascata das Vinte e Cinco Fontes. O regresso é efetuado realizando o mesmo percurso, aquele utilizado até à cascata.
A construção da levada teve início em 1835 e foi concluída em 16 de setembro de 1855, tendo por objetivo possibilitar o aproveitamento agrícola de vários terrenos incultos no município da Calheta.

## Características
- Distância total: 4,6 km (ida e volta 9,2 km)
- Duração: 3 horas
- Atitude: 1290 m de máxima e 900 m de mínima
- Início e fim: E.R. 110

## Levadas
- Lista das levadas da ilha da madeira

## Fonte
- «Levada das 25 Fontes»